# Lepidopilidium caudicaule
Lepidopilidium caudicaule är en bladmossart som beskrevs av Brotherus 1907. Lepidopilidium caudicaule ingår i släktet Lepidopilidium och familjen Hookeriaceae. Inga underarter finns listade i Catalogue of Life.